# Caracterização e análise literária de Superman
A caracterização de Superman mudou muito ao longo dos anos, passando de uma figura anti-heroica e despreocupada com a moral humana, a um arquétipo de super-herói admirado e impecável, além de refletir os aspectos sociais das eras pelas quais passou.

## Caracterização

### Personalidade
Na história original de Siegel e Shuster, a personalidade de Superman é rude e agressivo. O personagem é visto combatendo gângsteres, violência doméstica, com um código moral pouco ortodoxo. Escritores posteriores suavizaram a personagem, e introduziram um idealismo e um código de conduta moral. Mesmo não sendo tão sangue-frio quanto o Batman original, o Superman apresentado na década de 1930 não tinha consciência do dano que sua força podia causar, agredindo vilões de maneira que fatalidades presumivelmente ocorriam, mesmo que não fossem explicitamente mostradas nas páginas. Isso terminou em 1940, quando o novo editor Whitney Ellsworth instituou um código de conduta para suas personagens seguirem, extinguindo qualquer assassinato causado pelo Superman.
Em Superman/Batman #3, Batman pensa, "Isto é uma interessante dicotomia. De diversas maneiras, Clark é o mais humano de nós todos.  Então… ele lança fogos dos céus, e é difícil não pensar nele como um deus. E como nós somos afortunados que isso não ocorra a sua mente.

### Poderes
A suposta origem dos poderes do Superman é o Sol amarelo da Terra. Em Krypton o astro é vermelho, e essa diferença de frequência eletromagnética entre ambos os astros faria com que, de alguma forma, as células do corpo de Kal-El fossem "carregadas" como verdadeiras baterias vivas, enrijecendo seus músculos, permitindo que a diferença de gravidade faça-o voar e outros poderes como visão microscopia (é capaz de enxergar seres microscópicos como átomos, células e bactérias), visão telescópica (é capaz de ver planetas e estrelas a olhos nú), visão de raio x (é capaz de ver através de tudo, menos chumbo), visão eletromagnética (é capaz de ver as energias eletromagnética em frequências invisíveis a qualquer ser, também pode ver as transmissões de rádio), visão de infravermelho (é capaz de percebe as assinaturas de calor de qualquer coisa que tenha calor como o corpo humano), visão de calor (emite ondas de energia solar dos olhos, podendo derreter objetos e fundir outros), super audição (pode ouvir o planeta inteiro), super força, invulnerabilidade, super velocidade (consegue pensar, mover-se, reagir e voar na velocidade da luz, sopro congelante (é capaz de armazenar ar congelante e libera os através da boca), super sopro (é capaz de inalar ar, gerando turbilhões de vento, liberando através da boca, esse super sopro é capaz de empurrar planetas e se é usado com toda força é capaz de destruir galáxias), durabilidade (é incapaz de envelhecer, é imune a todo tipo de venenos e doenças, Superman poderia lutar toda a eternidade sem cansar), fator de cura (se regenera de grandes ferimentos em segundos), absorvição de energia solar (Superman não precisa da energia solar para que seus poderes funcionem, caso Superman fosse a um planeta sem estrela, seus poderes continuariam com o mesmo efeito, mas caso Superman continuasse absorvendo energia solar, a cada um segundo sua força, velocidade, invulnerabilidade e a potência da visão de calor aumentaria de forma impressionante, ele também se tornara imune a qualquer tipo de kryptonita e ao sol vermelho).
Muitos poderes do Superman foram deixados para trás após reformulações nas revistas (pós-Crise). O personagem era quase um deus. Na década de 1950, por exemplo, Superman possuía um poder de raio "arco-íris" psicodélico aos mesmos moldes de poderes telecinéticos. E no final da década de 1990 (após saga Noite Final), seus poderes foram alterados para habilidades elétricas e seu uniforme foi totalmente modificado para evitar o crime ou minimizá-lo.

### Elenco de apoio
Clark Kent, a identidade secreta do Superman, foi baseado parcialmente em Harold Lloyd e batizado baseado em Clark Gable e Kent Taylor.
Os criadores discutiram se na verdade o Superman pretende ser Clark Kent ou vice-versa, e em diferentes períodos diferentes visões foram adotadas.

Embora tipicamente um reporter de jornal, durante os anos 1970 a personagem deixou o Planeta Diário por um tempo para trabalhar na televisão, durante a reformulação dos anos 1980 por John Byrne viu a personagem tornar-se mais agressivo. . Esta agressividade foi sendo diminuidade com os criadores seguidamente restabelecendo o jeito suave tradicional da personagem.
Quando o gibi do Super-Homem chegou ao Brasil, o nome Clark foi mudado para Eduardo e o de Lois Lane para Miriam, o que foi corrigido após um tempo. O nome original Clark Kent foi alterado já nas primeiras histórias publicadas pela EBAL. Já Lois Lane só recebeu de volta seu nome original nos anos 1980, após ser publicado no Brasil, pela editora Abril, o evento "Crise nas Infinitas Terras" (do qual a editora se aproveitou para fazer a mudança).
O grande elenco de apoio do Superman inclui Lois Lane, talvez a personagem mais conhecida associada ao Superman, sendo retratada diversas vezes, como sua colega, concorrente, interesse amoroso e/ou esposa. Outros importantes personagens de apoio incluem os colegas de trabalho do Planeta Diário como o fotógrafo Jimmy Olsen e o editor Perry White, os pais adotivos de Clark Kent Jonathan Kent e Martha Kent, Lana Lang, seu amor de infância e seu melhor amigo Pete Ross, e o interesse amoroso de faculdade Lori Lemaris (uma sereia);
Histórias fazendo referências a possibilidade de filhos do Superman foram apresentadas tanto dentro quanto fora da continuidade principal.
Encarnações da Supermoça, Krypto, o supercão, e Superboy também foram personagens das histórias, bem como a Liga da Justiça (da qual o Superman geralmente é membro). Uma característica importante compartilhada por várias personagens de apoio são os nomes aliterativos, especialmente com as iniciais "LL", incluindo Lex Luthor, Lois Lane, Linda Lee, Lana Lang, Lori Lemaris e Lucy Lane.
Parcerias com o aliado ícone dos quadrinhos Batman são comuns, inspirando várias histórias ao longo dos anos. Quando em dupla, eles são referidos como "Os Melhores do Mundo" (World's Finest) em concordância com o nome da série que apresenta várias histórias das parcerias. Em 2003, DC Comics começou a publicar uma nova série intitulada Superman/Batman apresentando as duas personagens.
Superman também tem uma galeria de vilões, incluindo seu mais conhecido inimigo, Lex Luthor, que foi visto durante vários anos em várias formas desde um cientista louco com uma vendetta pessoal contra o Superman, ou um poderoso mas corrupto CEO de um conglomerado chamado LexCorp
 Na década de 2000, ele torna-se presidente dos Estados Unidos e foi descrito ocasionalmente como um amigo de infância de Clark Kent. O andróide alien conhecido como Brainiac é considerado por Richard George como o segundo inimigo do Superman mais efetivo. O inimigo que superou os demais, assassinando o Superman, é o monstro em fúria Apocalipse. Darkseid, um dos seres mais poderosos do Universo DC, é também um formidável inimigo nos quadrinhos pós-Crise. Outros inimigos que foram apresentados em várias encarnações da personagem nos quadrinhos, filme e televisão incluem o duende da quinta dimensão  Mr. Mxyzptlk, o Superman reverso conhecido como Bizarro e o criminoso kryptoniano General Zod.